# Schlittenbett
Ein Schlittenbett (engl. sleigh bed) oder Kahnbett (frz. lit en bateau) ist ein Bett mit hochgezogenem Kopf- und Fußteil. Die Bezeichnung stammt daher, dass das Möbelstück mit seinen kahnartigen Seitenwänden einem traditionellen Pferdeschlitten oder auch einem kastenförmigen Kahn ähnlich sieht. Diese Art von Bett war charakteristisch für das französische Empire oder das deutsche Biedermeier.
Beim Schlittenbett ist das Kopfteil höher als das Fußteil und beide können oben nach außen geschwungen sein. Beim Kahnbett sind Kopfteil und Fußteil typischerweise gleich hoch. Die Seitenwände können mehrfach gekurvt oder konvex ausgeschnitten sein und enden oft in geschweiften Abschlüssen an den Kopf- und Fußenden. Wenn die Hauptenden mit auffälligen Wölbungen versehen sind, spricht man von Gondelform. Die Kopf- und Fußteile können in aufgesetzten, mitunter ebonisierten Holzrollen enden.

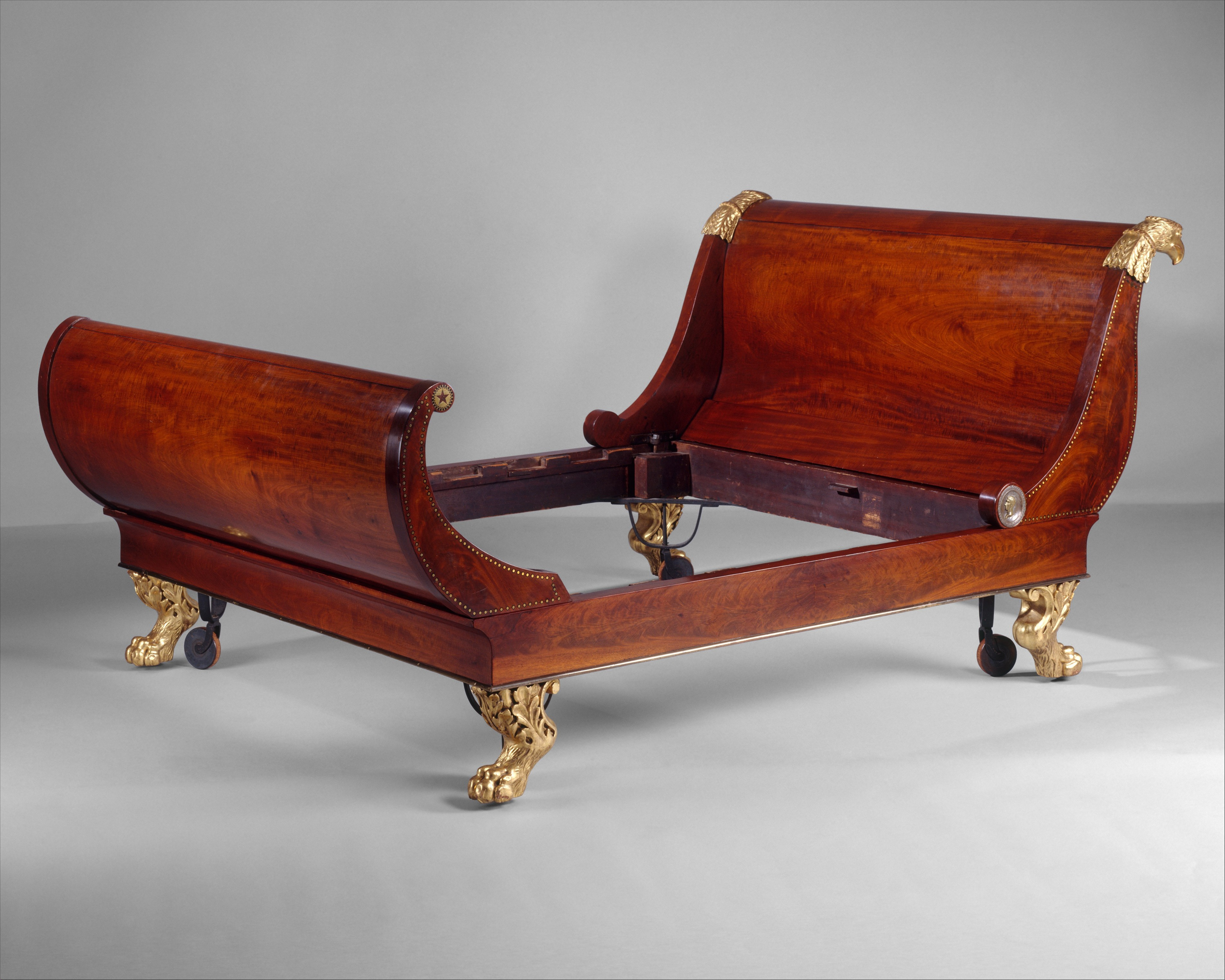
Bettgestell (um 1805/1808) von Charles-Honoré Lannuier, MET, New York City, USA.
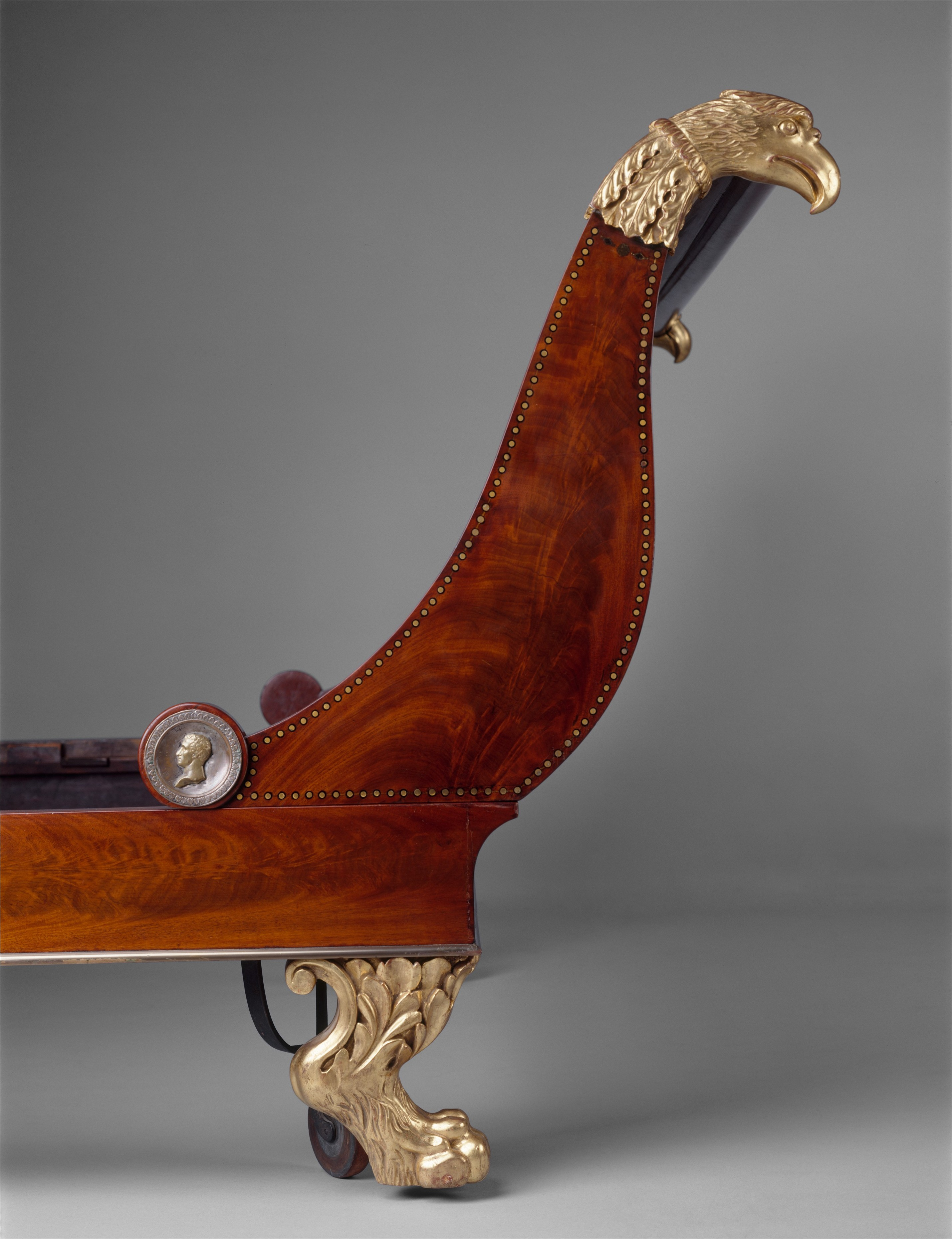
Bettgestell wie links, Detail.
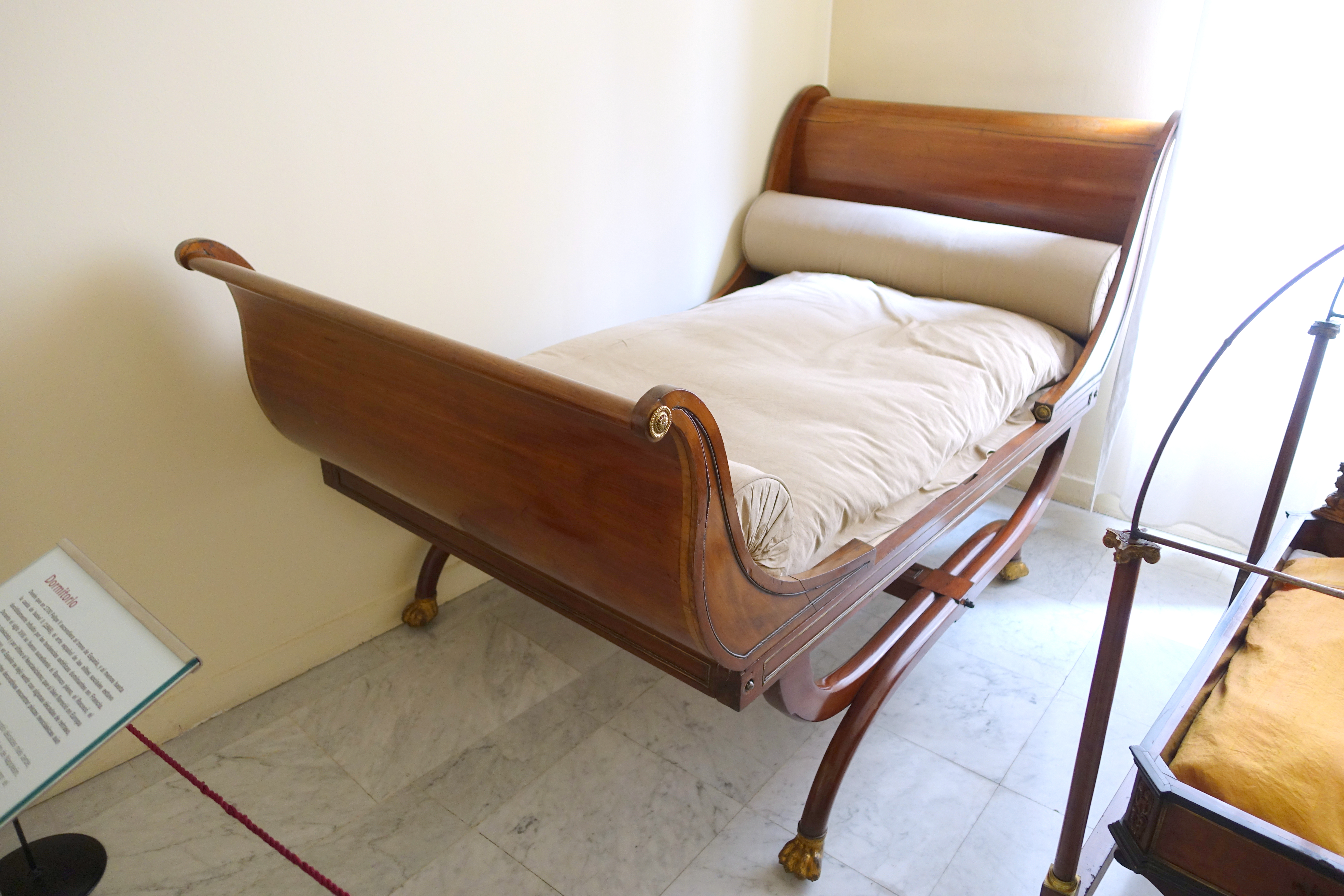
Schlittenbett (um 1820), Museo Nacional de Artes Decorativas, Madrid, Spanien.
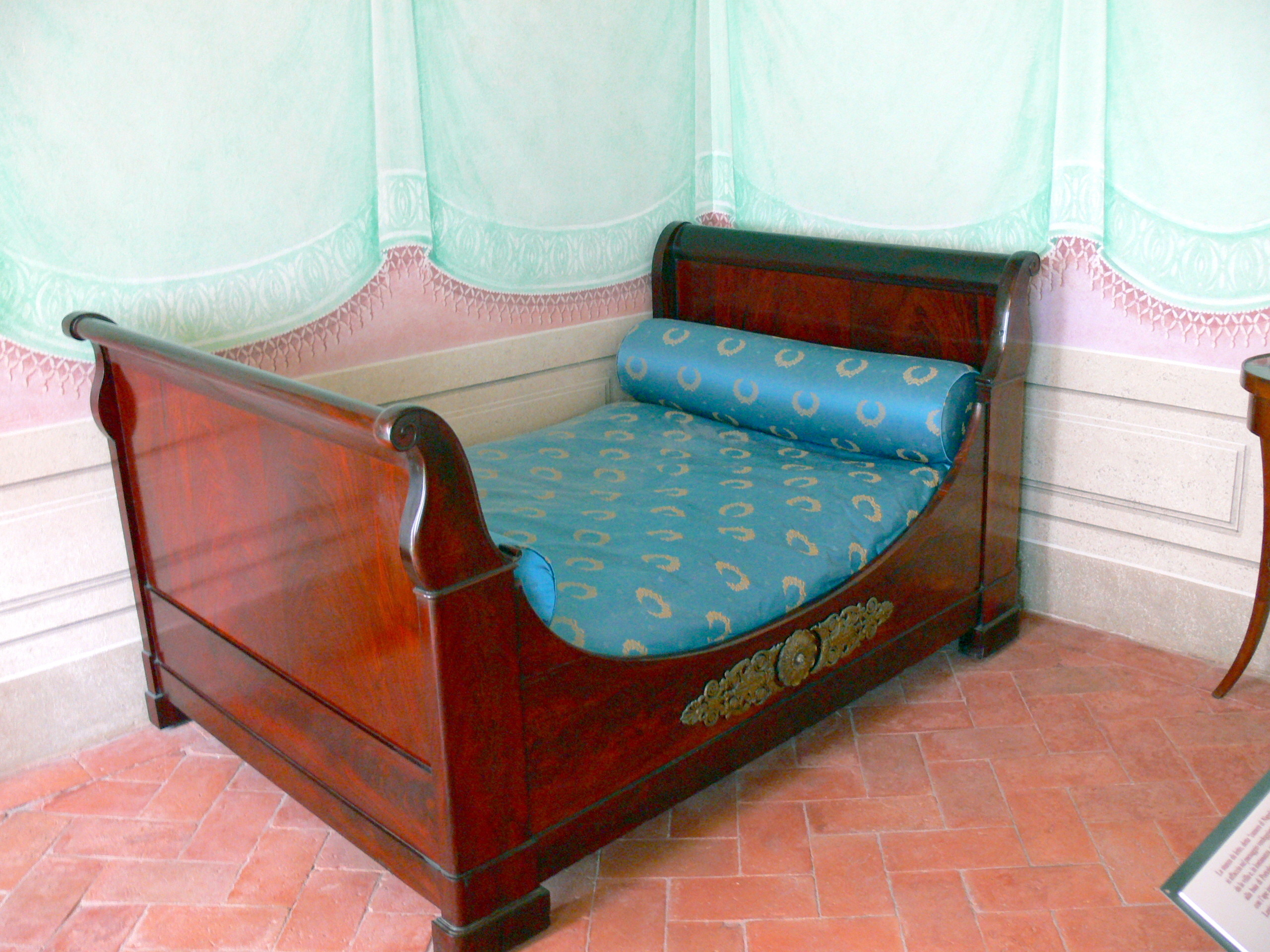
Kahnbett in Napoleons Schlafzimmer, Villa San Martino, Portoferraio, Elba.
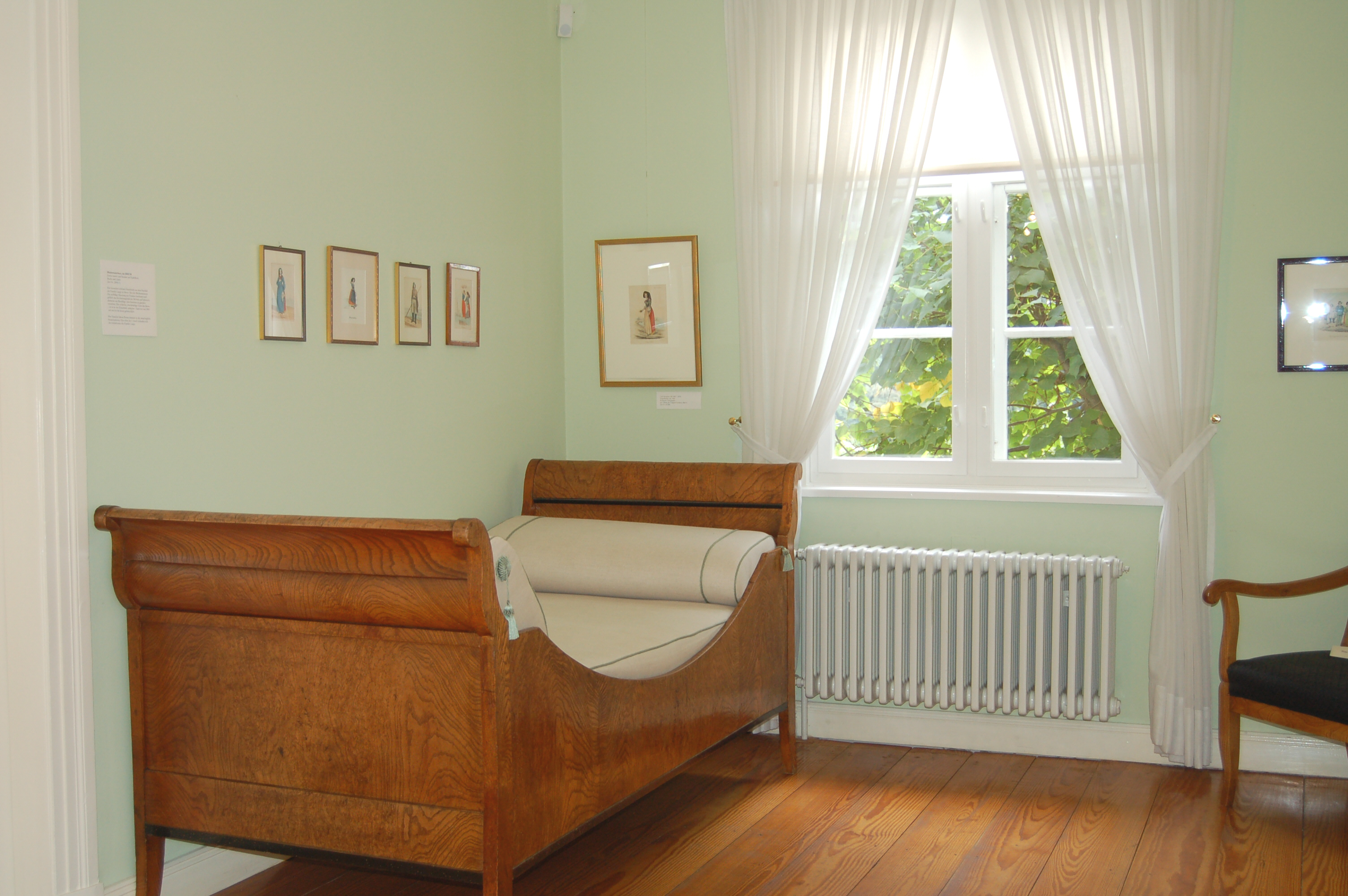
Kahnbett (um 1820/1830), Helgolandzimmer, Museum Langes Tannen, Uetersen, Deutschland.

## Einzelbelege
1. ↑  Lit en bateau. In: Carl Wilhelm Theodor Schuster: Neues und vollständiges französisch-deutsches und deutsch-französisches Wörterbuch, zweiter Band, Französisch-Deutsch, Carl Hingray, Paris 1855, S. 109.
2. ↑  Im Möbelbau ist unter Ebonisierung eine Technik der Oberflächenbehandlung zu verstehen, mittels welcher Säulen, Leisten, Profilen, Schlüsselschildern und sonstigen Holzapplikationen der Anschein von kostbarem Ebenholz verliehen wird. Die schwarz gebeizten Elemente werden mit einer durch Ruß geschwärzten Schellackpolitur veredelt (galerie-balbach.de).